# Grampo (ferramenta)

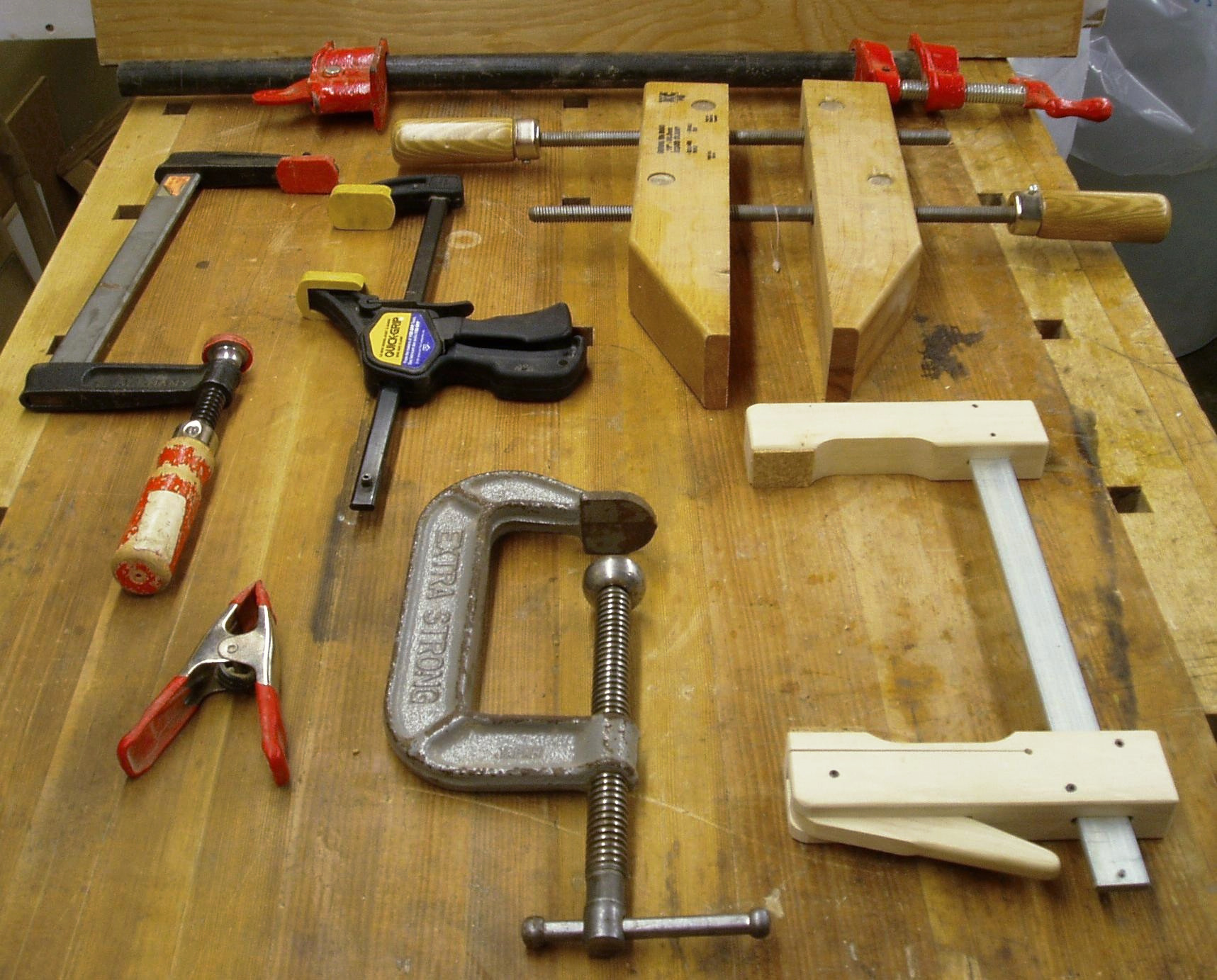
Uma seleção de prensas utilizadas em carpintaria.

Um grampo (em alguns casos citado como prensa ou também é conhecido como sargento) é uma ferramenta auxiliar usada em diversas áreas como carpintaria, mecânicas, estúdios de artes, medicinal, entre outros. Trata-se de um dispositivo de prensa para fixar, firmar ou proteger objetos de modo rígido, impedindo movimento ou separação dos mesmos durante o trabalho. Existem muitos tipos de grampos disponíveis para as mais diversas finalidades.